# Czuchów (Zabłocie)
Czuchów – część wsi Zabłocie w Polsce, położona w województwie śląskim, w powiecie cieszyńskim, w gminie Strumień. Mieścił się tu przystanek kolejowy.
W latach 1975–1998 Czuchów położony był w województwie bielskim.